# ジェームズ・レンウィック・ジュニア
ジェームズ・レンウィック・ジュニア（James Renwick Jr., 1818年11月11日 - 1895年6月23日）は、アメリカ合衆国の建築家。19世紀にアメリカで最も活躍した建築家の一人。アメリカ建築家事典(The Encyclopedia of American Architecture)に、"one of the most successful American architects of his time."とある。

## 生涯
ニューヨーク市の裕福な家庭に生まれる。英国人の父ジェームズ・レンウィックは、有名なエンジニア・建築家であり、コロンビア大学の哲学の教授であった。
建築家である二人の兄弟がいる。ニューヨークブルックリン区のグリーンウッド墓地に妻と父と共に埋葬されている。
12歳でコロンビア大学に入学し工学を学び1836年に卒業。3年後に修士号を取得する。
1846年、ワシントンD.C.のスミソニアン協会本部のデザイン権利を得る。
1849年、マンハッタン区レキシントン街23丁目に、ニューヨーク市立大学シティカレッジの前身フリーアカデミーの校舎ビルを建築する。これは東海岸に所在するゴシック・リヴァイヴァル建築による大学校舎建築の最も初期のものである。
ニューヨーク5番街51丁目に建つセント・パトリック大聖堂は、彼の代表的な作品である。

## おもな作品
- グレース教会 (マンハッタン) - 1843年
- スミソニアン協会本部 (ワシントンD.C.) - 1846年
- ニューヨーク市立大学シティカレッジ (レキシントン街) - 1849年
- セント・パトリック大聖堂 - (1853年 - 1887年)
- ブァッサー・カレッジ - 1865年
- ニューヨーク証券取引所